# Danny Gans
Pour les articles homonymes, voir Gans et Gans (homonymie).
Danny Davies Gans, né le 25 octobre 1956 à Los Angeles (États-Unis) et mort le 1er mai 2009 à Henderson, dans le Nevada, (États-Unis), est un chanteur, humoriste, comédien et imitateur vocal américain.

## Biographie
Danny Gans est un artiste exerçant sur le Las Vegas Strip et ses environs, où il est présenté comme « L'homme aux voix multiples ». Il est nommé « artiste de l'année » à Las Vegas et sa production est également récompensée du « spectacle de l'année » pendant dix années consécutives, de 1998 à 2008.
Avant d'entrer dans l'industrie du spectacle, Gans était un joueur de baseball professionnel. Il a été choisi par les White Sox de Chicago après avoir été repris dans les All-America à l'Université d'État polytechnique de Californie à San Luis Obispo, où il était spécialisé en éducation physique. C'est à Cal Poly qu'il rencontre Julie, qui deviendra son épouse. Plus tard, il tient un petit rôle en tant que troisième joueur de base dans le film Duo à trois (Bull Durham, 1988). Une blessure met fin à sa carrière sportive, son tendon d'Achille ayant été déchiré par les crampons d'une chaussure d'un joueur alors qu'il alignait une balle au sol. Il se tourne alors dans l'industrie du divertissement. En 1992, il tient le rôle de Dean Martin dans la minisérie Sinatra de CBS.
En 2000, il apparait dans le jeu PC Microsoft Casino en tant qu'animateur pour le défi casino.

## Mort
Gans est mort le 1er mai 2009 à son domicile à Henderson, dans le Nevada peu après que son épouse ait appelé des ambulanciers paramédicaux pour lui dire qu'il avait de la difficulté à respirer. La cause du décès est une toxicité médicamenteuse causée par la combinaison d'hydromorphone (un opiacé couramment commercialisé sous le nom de Dilaudid) et d'une maladie cardiaque préexistante. Il a été déterminé que sa mort a été causée par une réaction indésirable à une drogue et n'était pas liée à l'abus de drogue,.
Gans a eu trois enfants, Amy, Andrew et Emily. Il est enterré au Forest Lawn Memorial Park à Glendale, en Californie,.

## Film et télévision
Gans a été remarqué pour son rôle dans Duo à trois (Bull Durham, 1988), bien que son rôle dans le film ait finalement été mineur.
Gans a tenu les rôles de Roger dans la série télévisée Les Dessous de Palm Beach (Silk Stalkings) pendant 12 épisodes (1991–92), Scott Babylon dans la série Duet (1987–89) et a repris son rôle dans la série Open House (1989–1990). En 1991, dans l'épisode  "Vegas, Vegas" de Roseanne, il incarnait un imitateur de Wayne Newton.